# Frank Ferrer
Frank Ferrer (* 25. března 1966) je americký rockový bubeník. Od října 2006 je členem skupiny Guns N' Roses. Dříve hrál také se skupinou Love Spit Love. Jeho rodiče pocházeli z Kuby. Jeho dcera Olivia je členkou skupiny Supercute!.